# Панов, Александр Николаевич
Алекса́ндр Никола́евич Пано́в (род. 6 июля 1944, Москва) — советский, российский дипломат, японовед. Доктор политических наук, профессор. Чрезвычайный и полномочный посол (1992).

## Биография
Родился 6 июля 1944 года в Москве.
Окончил МГИМО (1968). На дипломатической работе с 1968 года. Кандидат исторических наук, доктор политических наук. Владеет английским и японским языками.
- В 1961—1962 годах — чертёжник.
- В 1968 году — референт Дальневосточного отдела МИД СССР.
- В 1968—1971 годах. — атташе посольства СССР в Японии.
- В 1971—1977 годах — преподаватель, старший преподаватель МГИМО.
- В 1977—1981 годах — третий секретарь, второй секретарь Постоянного представительства СССР при ООН в Нью-Йорке (США).
- В 1982—1983 годах — первый секретарь Второго дальневосточного департамента МИД СССР.
- В 1983—1988 годах — советник посольства СССР в Японии.
- В 1988—1991 годах — заведующий отделом, начальник Управления Тихоокеанского региона и Юго-Восточной Азии МИД СССР.
- В 1991—1992 годах — директор Департамента Тихоокеанского региона и Юго-Восточной Азии МИД России.
- С 10 февраля 1992 по 1 ноября 1993 года — чрезвычайный и полномочный посол Российской Федерации в Республике Корея[1][2].
- С 30 декабря 1993 по 15 октября 1996 года — заместитель министра иностранных дел России[3][4].
- С 6 сентября 1996 по 25 декабря 2003 года — чрезвычайный и полномочный посол Российской Федерации в Японии[5][6].
- С 29 апреля 2004 по 20 июня 2006 года — чрезвычайный и полномочный посол Российской Федерации в Норвегии[7][8].
- С 1 июля 2006 по 1 декабря 2010 года — ректор Дипломатической академии МИД Российской Федерации[9].

В настоящее время работает главным научным сотрудником Института США и Канады РАН и по совместительству профессором МГИМО.
29 марта 2022 исключен из научного совета при Совбезе РФ после подписания «Совместного заявления участников экспертного диалога по сокращению рисков военной конфронтации между Россией и НАТО в Европе».

## Дипломатический ранг
- Чрезвычайный и полномочный посол (10 февраля 1992)[11].

## Семья
Женат, имеет дочь.

## Награды и почётные звания
- Орден Почёта (1998);
- Медаль «За трудовую доблесть» (1986);
- Заслуженный работник дипломатической службы Российской Федерации (28 июня 2005) — за заслуги в реализации внешнеполитического курса Российской Федерации и многолетнюю добросовестную дипломатическую службу[12];
- Медаль Совета безопасности России «За заслуги в укреплении международной безопасности» (2017)

## Монографии
- Новейшая история Японии. Оккупационный период 1945—1952. — М., 1979.
- Японская дипломатическая служба. — М.: Издательство «Международные отношения», 1988.
- От недоверия к доверию. За кулисами переговоров с Японией по мирному договору и «северным территориям» (на японском языке). Издательство «Саймару» (Япония), 1992.
- После грозы — ясно. Семь лет российско-японских отношений 1996—2003 гг. (на японском языке). Издательство «Эн-Эйч-Кэй» (Япония), 2004.
- Россия и Япония. Становление и развитие отношений в конце XX — начале XXI века. — М.: Издательство «Известия», 2007.
- Клан Хатояма. Портрет семьи на фоне истории Японии. — М.: Издательство «Олма-пресс», 2010.
- Революция Сёва. Модернизация Японии в послевоенный период. Издательство «Восток-Запад», 2011.